# Буассар, Жан-Жак
Жан-Жак Буассар (фр. Jean-Jacques Boissard; 1528,  Безансон — 30 октября 1602, Мец) — французский антиквар, неолатинский поэт и прозаик.

## Биография
Учился в университете Лёвена, однако прервал учёбу и отправился в Германию, затем в Италию, где пробыл несколько лет. Здесь у него возник интерес к древностям и вскоре он собрал коллекцию любопытных антикварных памятников Рима и его окрестностей.
Затем Буассар посетил острова Архипелага, путешествовал по Греции, но тяжелая болезнь заставила его вернуться в Рим, где он продолжил пополнять свою коллекцию.
Вернувшись на родину во Францию, занимался репетиторством, был домашним учителем.
Исповедуя протестантство, которое преследовалось во Франции, в 1583 он отправился в Мец, где и умер 30 октября 1602 года.

## Творчество
Жан-Жак Буассар писал свои произведения на латинском языке. Он подготовил и издал:
- Poemata (1574)
- Habitus variarum orbis gentium (1581) — своеобразная иллюстрированная энциклопедия мод и обычаев народов континентальной Европы
- Emblemata (1584)
- Vitae et Icones Sultanorum Turcicorum, etc. (1597) — «Жизнь и портреты турецких султанов, персидских князей и других славных героев и героинь, начиная с империи до Мухаммеда II»
- Theatrum Vitae Humanae (1596)
- Icones Virorum Illustrium (1597)
- Romanae urbis topographia et antiquitates (1597—1602)
- De Divinatione et Magicis Praestigiis (посмертно, 1605)

В 1597—1598 вместе с гравёром Теодором де Бри издал два тома гравюр — «Icones virorum illustrium doctrina et eruditione praestantium ad vivum effictae cum eorum vitis» («Изображения мужей выдающейся образованности и глубоких познаний в живых и выразительных картинах»). (Bibliotheca chalcographica).